# Petrorossia iskanderica
Petrorossia iskanderica är en tvåvingeart som beskrevs av Zaitzev 2000. Petrorossia iskanderica ingår i släktet Petrorossia och familjen svävflugor. Inga underarter finns listade i Catalogue of Life.